# 헤시오네

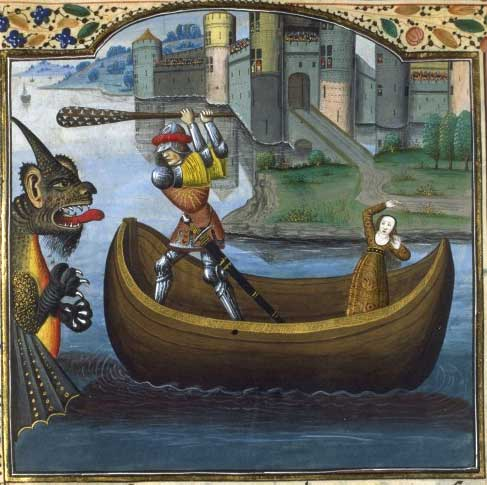
헤시오네를 구출하는 헤라클레스. 중세의 소품.

헤시오네(그리스어: Ησιόνη)는 그리스 신화에 나오는 여성의 이름이다. 트로이의 공주로 트로이 왕 라오메돈의 딸이자 프리아모스의 누나이기도 하다. 살라미스의 왕 텔라몬의 두 번째 부인이 되었다.

## 전설
포세이돈은 트로이 왕 라오메돈이 자신을 속인 것에 화가나서 바다 괴물을 트로이로 보내 쑥대밭을 만들었다. 괴물을 퇴치할 예언에 따르면 라오메돈의 딸을 괴물에게 희생물로 바치면 신의 노여움이 가신다고 했다. (다른 전승에는 제비뽑기로 헤시오네가 뽑혔다고 한다). 라오메돈은 헤시오네를 괴물이 출몰하는 바다의 바위에 묶어 제물로 바쳤다.
영웅 헤라클레스가 아마조네스 원정을 마치고 돌아오는 길에 헤시오네가 바위에 묶여 있는 것을 보았다. 헤라클레스는 라오메돈에게 제우스로부터 받은 말을 자신에게 주는 대가로 헤시오네를 구해준다고 제안했고 라오메돈은 그렇게 하기로 약속했다. 이 말은 제우스가 가니메데스를 납치한 대가로 보내준 것이었다. 헤라클레스는 이 바다 괴물을 처치하고 헤시오네를 구해주었는데 라오메돈은 약속을 지키지 않았다.
헤라클레스는 친구 텔라몬과 함께 이 일을 복수하기 위해 트로이를 침공하여 도시를 약탈하고 라오메돈과 그의 모든 자식들을 다 죽여 버렸는데 이때 헤시오네와 막내 아들인 포다르케스만이 살아 남았다. 헤라클레스는 자신의 친구 텔라몬에게 헤시오네를 전리품으로 주었다.
헤시오네는 텔라몬의 고향으로 끌려와서 그의 두 번째부인이 되었는데 두 사람 사이에서 테우크로스라는 아들이 태어났다. 프리아모스는 트로이의 왕이 된 후 안테노르와 안키세스를 그리스로 보내 헤시오네를 데려오려고 했는데 그리스인들이 거절했다. 이때문에 나중에 파리스가 헬레네를 납치했을 때 프리아모스가 이에 동조했다고 한다.

## 다른 '헤시오네'
그리스 신화에는 헤시오네라는 이름이 또 나오는데 아이스퀼로스의 결박된 프로메테우스에 따르면 프로메테우스의 아내의 이름이 헤시오네였다.